# نیمتاج سلماسی
نیمتاج لکستانی  (نیم‌تاج خاکپور) (سده ۱۴ قمری) شاعر اجتماعی و وطن‌پرست دوران مشروطه هم زمان با ستارخان و باقرخان در ایران بود. اشعار «پیام ما به تهران» و «کاوه» از سرود های مشهور اوست.
بانو نیمتاج سلماسی دختر مسعود لکستانی در سال 1285 هـ . ش در روستای سلطان احمد لکستان سلماس به دنیا آمد. پدرش در حمله اشرار و قشون سمکو به لکستان سلماس فرمانده مدافعان روستای قره‌قشلاق بود. نیمتاج در پی فجایع اکراد در قره‌قشلاق و عدم کمک تهران، طی اشعاری پیام سلماسیان را به گوش ارتش و قشون آن زمان رسانید. نهایتا در کشتار لکستان در جنگ جهانی اول خانواده‌اش را از دست داد و خود از سلماس به رشت رفت. انتشار دو اثر قوی بنام وی در جراید عصر مشروطیت نامش را بلندآوازه ساخت. او پس از ازدواج ساکن تهران شد. این شاعره چیره دست علاوه بر تسلط به ادبیات ترکی به زبانهای فارسی و انگلیسی نیز آشنایی و تسلط داشته است. وی عاقبت پس از سالها تلاش و کوشش در بیست و یکم آذر سال 1368 در تهران وفات یافت.
شعرهای نیم تاج لکستانی مضمون تند اجتماعی و انتقادی دارند و اغلب میهن‌پرستانه هستند.
| ایرانیان که فر کیان آرزو کنند   |  | باید نخست کاوه خود جستجو کنند     |
| …                               |  |                                   |
| ایوان پی‌شکسته مرمت نمی‌شود       |  | صدبار اگر به‌ظاهر وی رنگ و رو کنند |
| قانون خلقت است که باید شود ذلیل |  | هر ملتی که راحتی و عیش خو کنند    |